# حامد ثابت
حامد ثابت (زاده ۱۳۵۹ تهران) موسیقیدان و آهنگساز اهل ایران است. وی یکی از آهنگسازان فعال در موسیقی فیلم است که تاکنون موفق به دریافت دو سیمرغ بلورین از جشنواره فیلم فجر و یک تندیس زرین بهترین موسیقی متن از جشن بزرگ سینمای ایران شده است.

## فعالیت هنری
حامد ثابت علاوه بر ساخت موسیقی متن برای بسیاری از فیلم‌های سینمایی، آلبوم «شطحیات» که تلفیقی از تکنیک‌های موسیقی کلاسیک و مدرن برای پیانو است، در کارنامهٔ خود دارد. این آلبوم در سال ۱۴۰۱ با حضور جمعی از هنرمندان رونمایی شد. وی همچنین عضو کانون آهنگسازان سینمای ایران و عضو هیئت داوران جشن سینمای ایران است.

## جوایز
| سال  | جایزه                                                                         | نام اثر       | نتیجه    |
| ---- | ----------------------------------------------------------------------------- | ------------- | -------- |
| ۱۳۸۸ | سیمرغ بلورین بهترین موسیقی متن از بیست و هشتمین دوره جشنواره فیلم فجر         | پرسه در مه    | نامزدشده |
| ۱۳۸۹ | دیپلم افتخار بهترین موسیقی متن از پنجمین جشن منتقدان و نویسندگان سینمای ایران | پرسه در مه    | پیروز    |
| ۱۳۹۰ | تندیس بهترین موسیقی متن از پنجمین جشن منتقدان و نویسندگان سینمای ایران        | اینجا بدون من | پیروز    |
| ۱۳۹۱ | سیمرغ بلورین بهترین موسیقی متن از سی و یکمین دوره جشنواره فیلم فجر            | برلین ۷-      | پیروز    |
| ۱۳۹۵ | سیمرغ بلورین بهترین موسیقی متن از سی و پنجمین دوره جشنواره فیلم فجر           | تابستان داغ   | نامزدشده |
| ۱۳۹۵ | تندیس زرین بهترین موسیقی متن از هجدهمین جشن سینمای ایران                      | بهمن          | نامزدشده |
| ۱۳۹۶ | تندیس زرین بهترین موسیقی متن از نوزدهمین جشن سینمای ایران                     | برادرم خسرو   | نامزدشده |
| ۱۳۹۶ | سیمرغ بلورین بهترین موسیقی متن از سی و ششمین دوره جشنواره فیلم فجر            | تنگه ابوقریب  | نامزدشده |
| ۱۳۹۷ | تندیس بهترین موسیقی متن از دوازدهمین جشن منتقدان و نویسندگان سینمای ایران     | تنگه ابوقریب  | نامزدشده |
| ۱۳۹۸ | تندیس زرین بهترین موسیقی متن از بیست و یکمین جشن سینمای ایران                 | تنگه ابوقریب  | پیروز    |
| ۱۳۹۹ | سیمرغ بلورین بهترین موسیقی متن از سی و نهمین جشنواره فیلم فجر                 | بی‌همه چیز     | پیروز    |

## موسیقی فیلم
| سال  | نام اثر                    | کارگردان           | توضیحات                                                  |
| ---- | -------------------------- | ------------------ | -------------------------------------------------------- |
| ۱۳۸۴ | رامی                       | بابک شیرین‌صفت      |                                                          |
| ۱۳۸۸ | پرسه در مه                 | بهرام توکلی        | نامزد تندیس انجمن منتقدان برای بهترین موسیقی متن.        |
| ۱۳۸۹ | اینجا بدون من              | بهرام توکلی        | برنده تندیس انجمن منتقدان برای بهترین موسیقی متن.        |
| ۱۳۹۰ | یکی می خواد باهات حرف بزنه | منوچهر هادی        | برنده سیمرغ بلورین بهترین بازیگر نقش مکمل زن.            |
| ۱۳۹۱ | برلین ۷-                   | رامتین لوافی       | برنده سیمرغ بلورین بهترین موسیقی متن.                    |
| ۱۳۹۲ | انارهای نارس               | مجیدرضا مصطفوی     |                                                          |
| ۱۳۹۲ | زندگی جای دیگری است        | منوچهر هادی        |                                                          |
| ۱۳۹۲ | ملبورن                     | نیما جاویدی        | برنده چند جایزه بین‌المللی در بخش بهترین فیلمنامه.        |
| ۱۳۹۲ | بیگانه                     | بهرام توکلی        |                                                          |
| ۱۳۹۳ | بهمن                       | مرتضی فرشباف       | نامزد دو سیمرغ بلورین در جشنواره ملی فیلم فجر.           |
| ۱۳۹۳ | مرگ ماهی                   | روح‌الله حجازی      |                                                          |
| ۱۳۹۳ | من دیه‌گو مارادونا هستم     | بهرام توکلی        | نامزد دریافت یازده سیمرغ بلورین از جشنواره فجر.          |
| ۱۳۹۴ | نبات                       | الچین موسی‌اوغلو    | محصول مشترک ایران و بلغارستان.                           |
| ۱۳۹۴ | آبجی                       | مرجان اشرفی‌زاده    | در جشنواره های خارجی حضور داشته.                         |
| ۱۳۹۴ | یحیی سکوت نکرد             | کاوه ابراهیم‌پور    |                                                          |
| ۱۳۹۴ | آااادت نمی‌کنیم             | ابراهیم ابراهیمیان | نامزد دو سیمرغ بلورین در جشنواره ملی فیلم فجر.           |
| ۱۳۹۴ | برادرم خسرو                | احسان بیگلری       | نامزد تندیس زرین جشن خانه سینما برای بهترین موسیقی متن.  |
| ۱۳۹۵ | تابستان داغ                | ابراهیم ایرج‌زاد    | نامزد سیزده سیمرغ بلورین در جشنواره فیلم فجر.            |
| ۱۳۹۵ | مرداد                      | بهمن کامیار        |                                                          |
| ۱۳۹۶ | در وجه حامل                | بهمن کامیار        |                                                          |
| ۱۳۹۶ | ایران K9                   | وحید وکیلی‌فر       | محصول مشترک ایران و کانادا.                              |
| ۱۳۹۶ | تنگه ابوقریب               | بهرام توکلی        | برنده شش سیمرغ بلورین از جشنواره فیلم فجر.               |
| ۱۳۹۸ | مهمانخانه ماه نو           | تاکفومی تسوتسویی   | محصول مشترک ایران و ژاپن.                                |
| ۱۳۹۸ | عنکبوت                     | ابراهیم ایرج‌زاد    |                                                          |
| ۱۳۹۹ | بی‌همه چیز                  | محسن قرایی         | نامزد سیزده سیمرغ بلورین از سی و نهمین جشنواره فیلم فجر. |